# Ксайбе
Ксайбе (англ. Xaibe) — поселення на півночі Белізу, в однойменному окрузі Коросаль, південніше адміністративного центру краю.

## Розташування
Ксайбе знаходиться неподалік узбережжя Карибського моря і його затоки-бухти Четумаль, зокрема бухти Коросаль. Поруч поселення знаходиться велике прісноводне озеро Ранчіто Лагуна (Ranchito Lagoon). Місцевість навколо Ксайбе рівнинна, помережена невеличкими річками та болотяними озерцями, найбільша водна артерія протікає в кількох кілометрах південніше — Ріо-Нуево (Rio Nuevo).

## Населення
Населення за даними на 2010 рік становить 1575 осіб. З етнічної точки зору, населення — це суміш, метиси, креоли та майя.
| Рік       | 2000 | 2010 |
| --------- | ---- | ---- |
| Населення | 1251 | 1575 |

## Клімат
Ксайбе знаходиться у зоні тропічного мусонного клімату. Середньорічна температура становить +24 °C. Найспекотніший місяць квітень, коли середня температура становить +26 °C. Найхолодніший місяць січень, з середньою температурою +21 °С. Середньорічна кількість опадів становить 3261 міліметрів. Найбільше опадів випадає у жовтні, у середньому 404 мм опадів, самий сухий квітень, з 46 мм опадів.